# 八剣 (名古屋市)
八剣（やつるぎ）は、愛知県名古屋市守山区の地名。現行行政地名は八剣一丁目および八剣二丁目。住居表示未実施地域。

## 地理
名古屋市守山区南東部に位置する。南は脇田町、北は大森五丁目、北東は尾張旭市に接する。

## 歴史

### 町名の由来
大字大森の字名に由来する。字八剣は八剣神社の故地であったことによる。また、八剣神社の名は熱田神宮の別宮で宝剣をご神体とする八剣宮に由来するという。

### 沿革
- 1984年（昭和59年）11月25日 - 守山区大字大森の一部により、同区八剣一丁目および八剣二丁目として成立[1]。

## 世帯数と人口
2019年（平成31年）4月1日現在の世帯数と人口は以下の通りである。
| 丁目       | 世帯数  | 人口    |
| ---------- | ------- | ------- |
| 八剣一丁目 | 383世帯 | 827人   |
| 八剣二丁目 | 532世帯 | 1,151人 |
| 計         | 915世帯 | 1,978人 |

### 人口の変遷
国勢調査による人口の推移
| 1995年（平成7年）  | 2,049人 | [ WEB 6 ]  |  |
| 2000年（平成12年） | 1,980人 | [ WEB 7 ]  |  |
| 2005年（平成17年） | 2,041人 | [ WEB 8 ]  |  |
| 2010年（平成22年） | 2,001人 | [ WEB 9 ]  |  |
| 2015年（平成27年） | 2,020人 | [ WEB 10 ] |  |

## 学区
市立小・中学校に通う場合、学校等は以下の通りとなる。また、公立高等学校に通う場合の学区は以下の通りとなる。
| 番・番地等 | 小学校                 | 中学校               | 高等学校 |
| ---------- | ---------------------- | -------------------- | -------- |
| 全域       | 名古屋市立大森北小学校 | 名古屋市立大森中学校 | 尾張学区 |

## 交通
- 愛知県道61号名古屋瀬戸線（瀬戸街道）

## その他

### 日本郵便
- 郵便番号 : 463-0022[WEB 3]（集配局：守山郵便局[WEB 13]）。

### WEB
1. ↑  “愛知県名古屋市守山区の町丁・字一覧”.   人口統計ラボ. 2017年3月26日閲覧。
2. 1 2  “町・丁目(大字)別、年齢(10歳階級)別公簿人口(全市・区別)”.   名古屋市 (2019年4月22日). 2019年4月23日閲覧。
3. 1 2  “郵便番号”.  日本郵便. 2019年3月17日閲覧。
4. ↑  “市外局番の一覧”.   総務省. 2019年1月6日閲覧。
5. 1 2  名古屋市役所市民経済局地域振興部住民課町名表示係 (2015年10月21日). “守山区の町名”.   名古屋市. 2017年3月26日閲覧。
6. ↑  総務省統計局 (2014年3月28日). “平成7年国勢調査の調査結果(e-Stat) - 男女別人口及び世帯数 －町丁・字等”. 2019年3月23日閲覧。
7. ↑  総務省統計局 (2014年5月30日). “平成12年国勢調査の調査結果(e-Stat) - 男女別人口及び世帯数 －町丁・字等”. 2019年3月23日閲覧。
8. ↑  総務省統計局 (2014年6月27日). “平成17年国勢調査の調査結果(e-Stat) - 男女別人口及び世帯数 －町丁・字等”. 2019年3月23日閲覧。
9. ↑  総務省統計局 (2012年1月20日). “平成22年国勢調査の調査結果(e-Stat) - 男女別人口及び世帯数 －町丁・字等”. 2019年3月23日閲覧。
10. ↑  総務省統計局 (2017年1月27日). “平成27年国勢調査の調査結果(e-Stat) - 男女別人口及び世帯数 －町丁・字等”. 2019年3月23日閲覧。
11. ↑  “市立小・中学校の通学区域一覧”.   名古屋市 (2018年11月10日). 2019年1月14日閲覧。
12. ↑  “平成29年度以降の愛知県公立高等学校（全日制課程）入学者選抜における通学区域並びに群及びグループ分け案について”.   愛知県教育委員会 (2015年2月16日). 2019年1月14日閲覧。
13. ↑  “郵便番号簿 2018年度版” (PDF).   日本郵便. 2019年5月8日閲覧。

### 文献
1. 1 2  名古屋市計画局 1992, p. 860.
2. 1 2  「角川日本地名大辞典」編纂委員会 1989, p. 1559.
3. 1 2 3  名古屋市計画局 1992, p. 621.